# 小行星22148
小行星22148（22148 Francislee）是一颗绕太阳运转的小行星，为主小行星带小行星。该小行星于2000年11月21日发现。

## 轨道参数
小行星22148的轨道半长轴为2.7161519 UA，离心率为0.086。